# 克氏雙鋸魚
克氏雙鋸魚（學名：Amphiprion clarkii），又稱克氏海葵魚、三帶雙鋸齒蓋魚（但視覺上常稱雙帶小丑）等，為輻鰭魚綱鱸形目隆頭魚亞目雀鯛科的其中一種。該物種的模式產地在斯里蘭卡。

## 分布
本魚分布於印度西太平洋區，包括波斯灣、塞席爾群島、斯里蘭卡、印度、安達曼海、泰國、越南、馬來西亞、新加坡、日本南部、中國沿海、台灣、印尼、菲律賓、澳洲北部、密克羅尼西亞、馬紹爾群島、帛琉、馬里亞納群島、諾魯、所羅門群島、新幾內亞、新喀里多尼亞、斐濟群島、諾魯等海域。

## 深度
水深1~55[公尺]。

## 特徵
本魚體側有3條白斑，但只有兩條比較明顯，顏色有4種以上的變化；其顏色變化取決於地點、性別、年齡和寄主海葵，其一全身體色深黑或黑紅色；其二頭胸黑色，尾腹紅色，中間黑紅相間；其三全身紅色；其四全身橙紅或橙黃。背鰭和尾鰭呈橙黃色，尾鰭的顏色通常比身體其他部分淺，有時會變白色，背鰭硬棘10~11枚；軟條14~17枚；臀鰭硬棘2枚；軟條12~15枚。體長可達15公分。

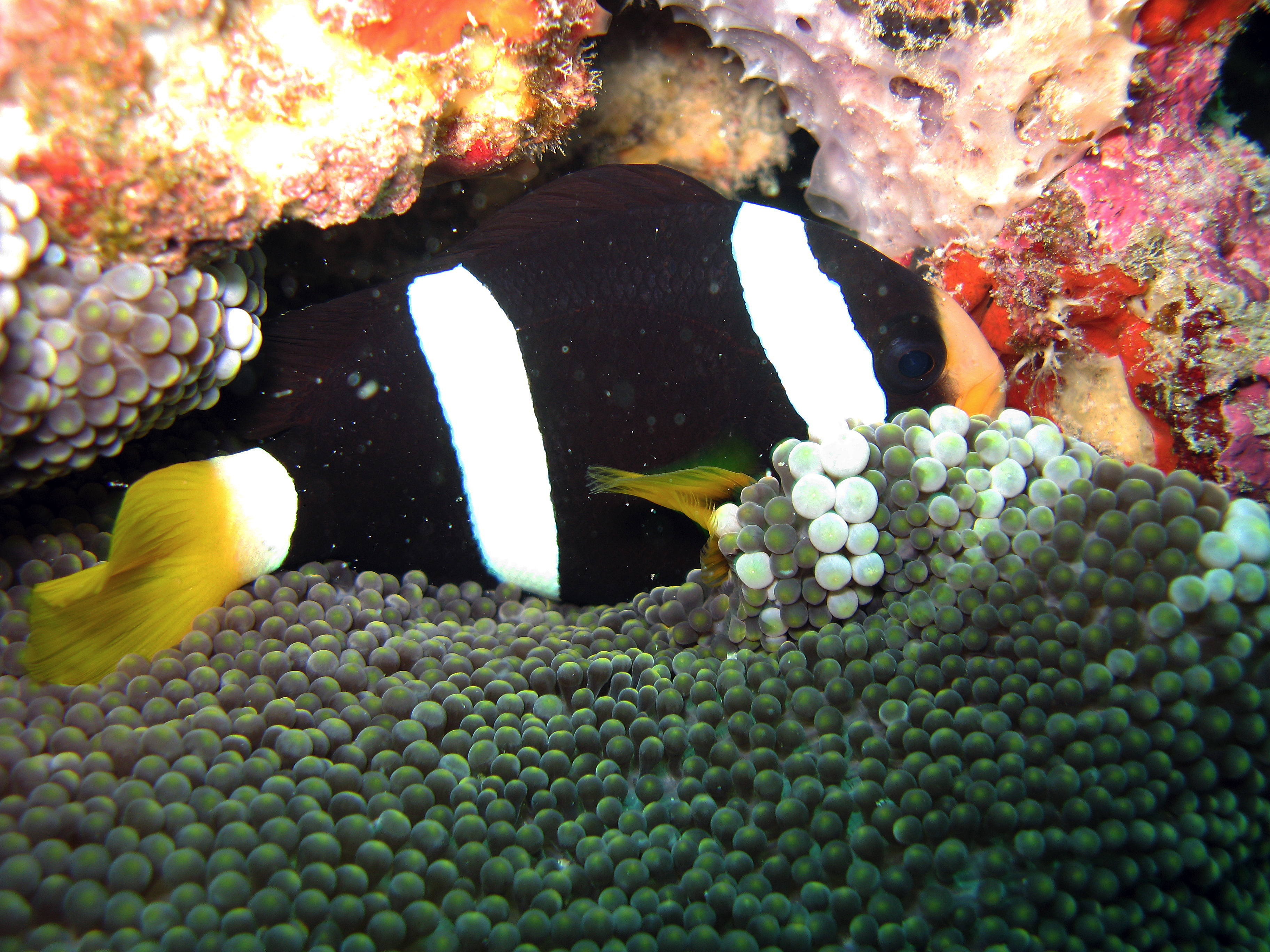
體呈黑色克氏雙鋸魚

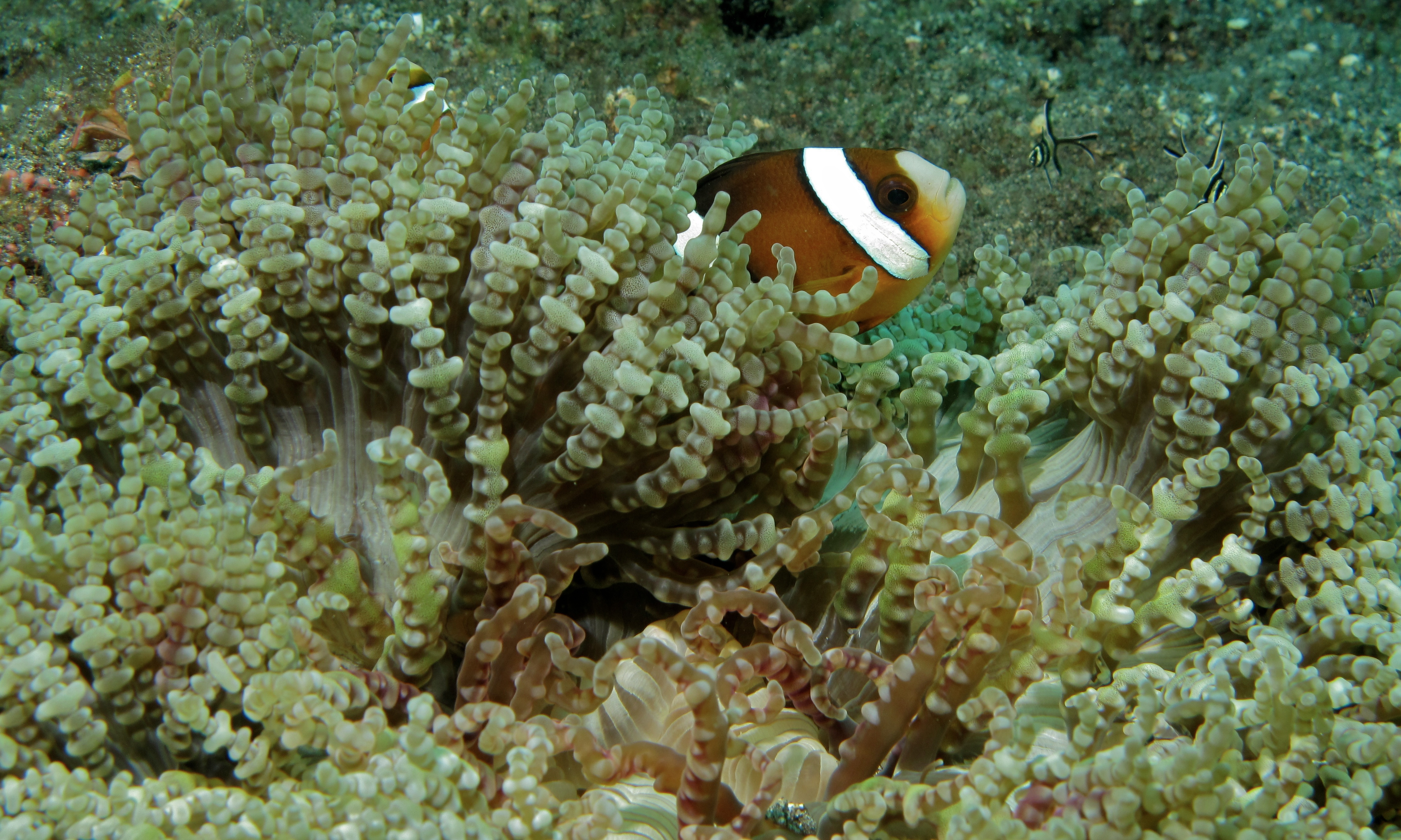
在串珠海葵叢中的克氏雙鋸魚

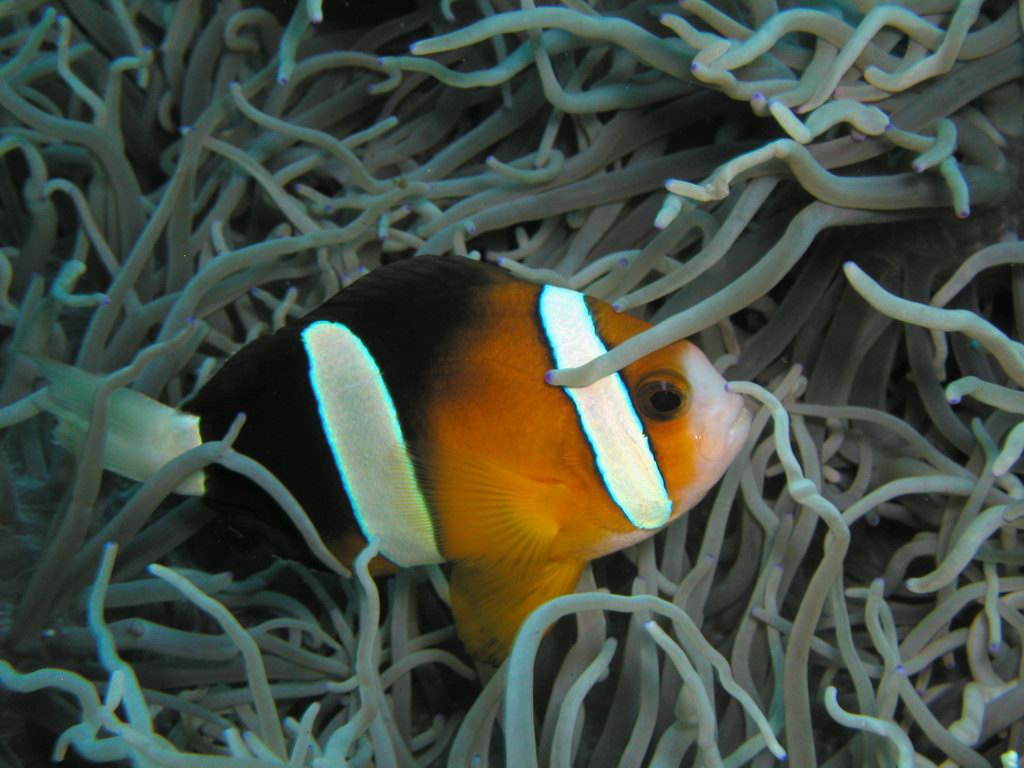
體呈橘、黑色克氏雙鋸魚

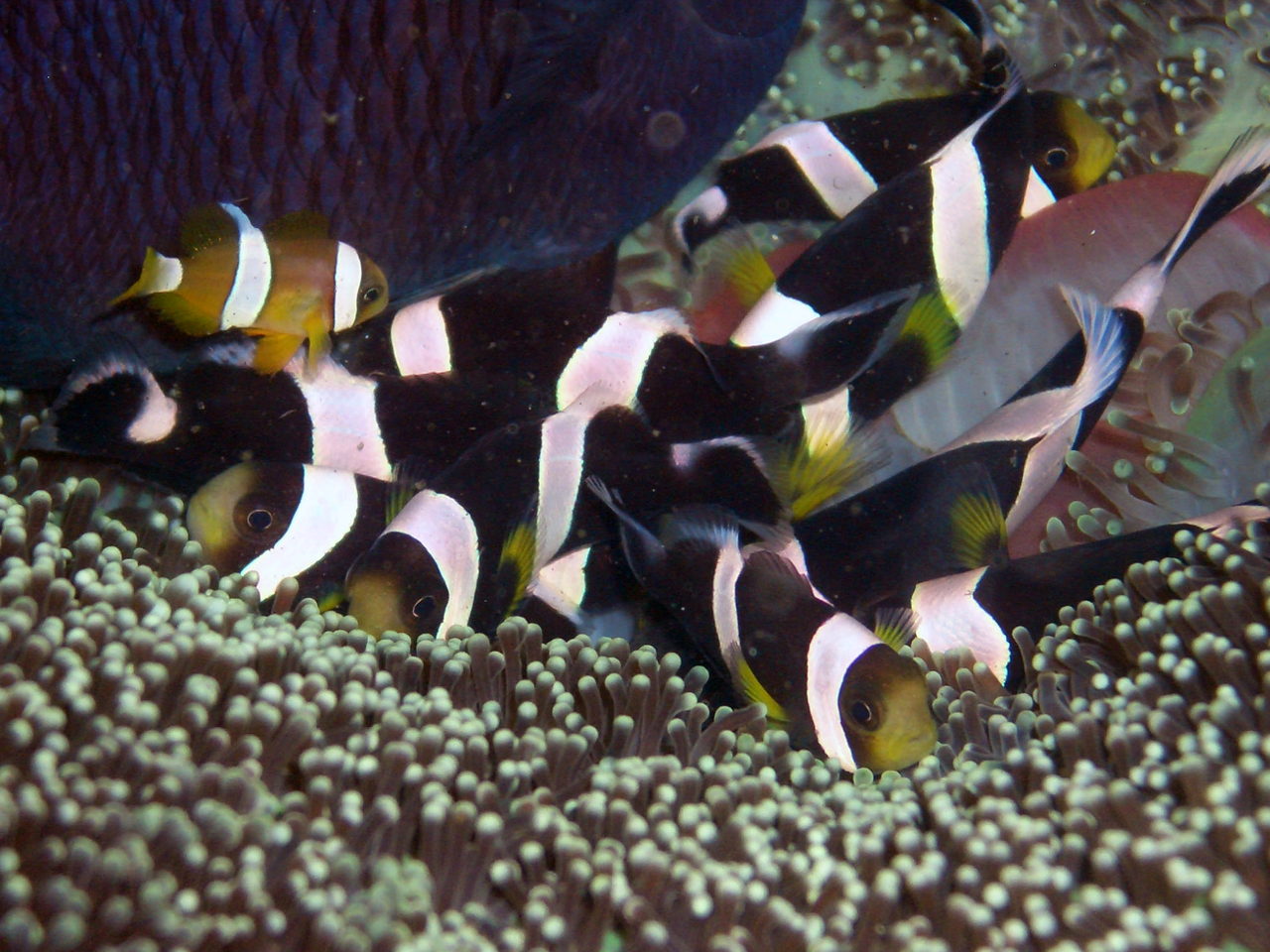
克氏雙鋸魚稚魚的體色

## 生態
本魚主要生活在珊瑚礁或岩岸。與大型海葵共生，不受宿主帶刺觸手的影響，為雌雄同體，具有嚴格的階級劃分，雌魚最大，繁殖中的雄魚第二大，並且隨著等級下降，雄魚非繁殖者逐漸變小，如果唯一的繁殖雌性死亡，繁殖的雄魚將變成雌魚，而最大的非繁殖者將成為繁殖的雄魚，夏秋之間產卵，雄雌會護卵，具有攻擊性。以藻類和浮游生物維生。

## 經濟利用
多為觀賞魚，不共食用。可在人工環境下繁殖，俗稱雙帶小丑。